# Le Sud-Ouest
Le Sud-Ouest est un arrondissement de la ville de Montréal, au Québec, situé au sud-ouest du centre-ville de Montréal, d'où son nom. Il est constitué de six quartiers, soit Côte-Saint-Paul, Griffintown, Petite-Bourgogne, Pointe-Saint-Charles, Saint-Henri et Ville-Émard.

## Géographie
D'une superficie de 15,7 km2, l'arrondissement du Sud-Ouest se trouve au sud-ouest du centre-ville de Montréal et est bordé au nord-est par l'arrondissement de Ville-Marie, au sud par Verdun, à l'ouest par LaSalle, au nord-ouest par Côte-des-Neiges–Notre-Dame-de-Grâce, et au nord par la ville de Westmount. Il est adjacent au fleuve Saint-Laurent entre l'autoroute 15/20 et la route 112. Chevauchant le canal de Lachine, cet arrondissement fut le bercail de l'industrie canadienne, vocation qui a fortement marqué le paysage bâti et culturel.

### Quartiers

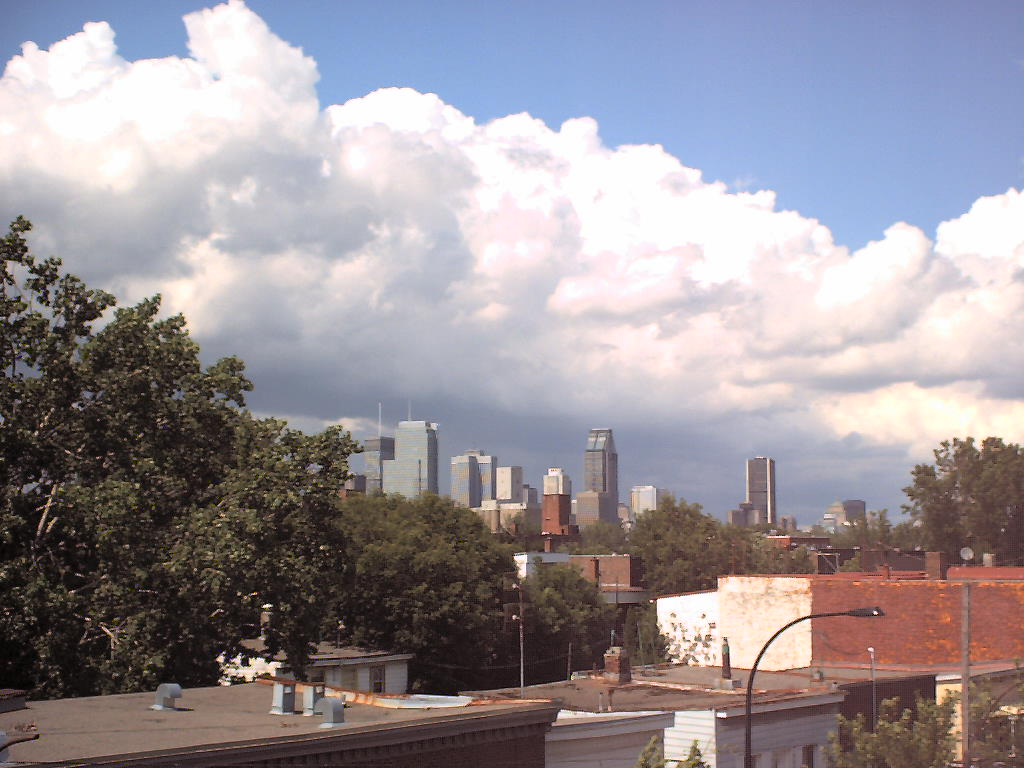
Vue de Pointe-Saint-Charles en premier plan et du centre-ville en arrière-plan.

Cet arrondissement, longtemps parmi les plus défavorisés de Montréal, se constitue de plusieurs quartiers de caractère très distinct, mais tous de nature essentiellement populaire. Situés de part et d'autre du canal Lachine, il s'agit des quartiers Côte-Saint-Paul, Pointe-Saint-Charles et Ville-Émard au sud du canal, et Griffintown, Petite-Bourgogne et Saint-Henri au nord du canal.
Bien que le Quartier de l'innovation porte le nom de quartier, il s'agit d'un organisme sans but lucratif ayant choisi comme laboratoire urbain une partie de l'arrondissement du Sud-Ouest et une partie plus limitée de l'arrondissement Ville-Marie.

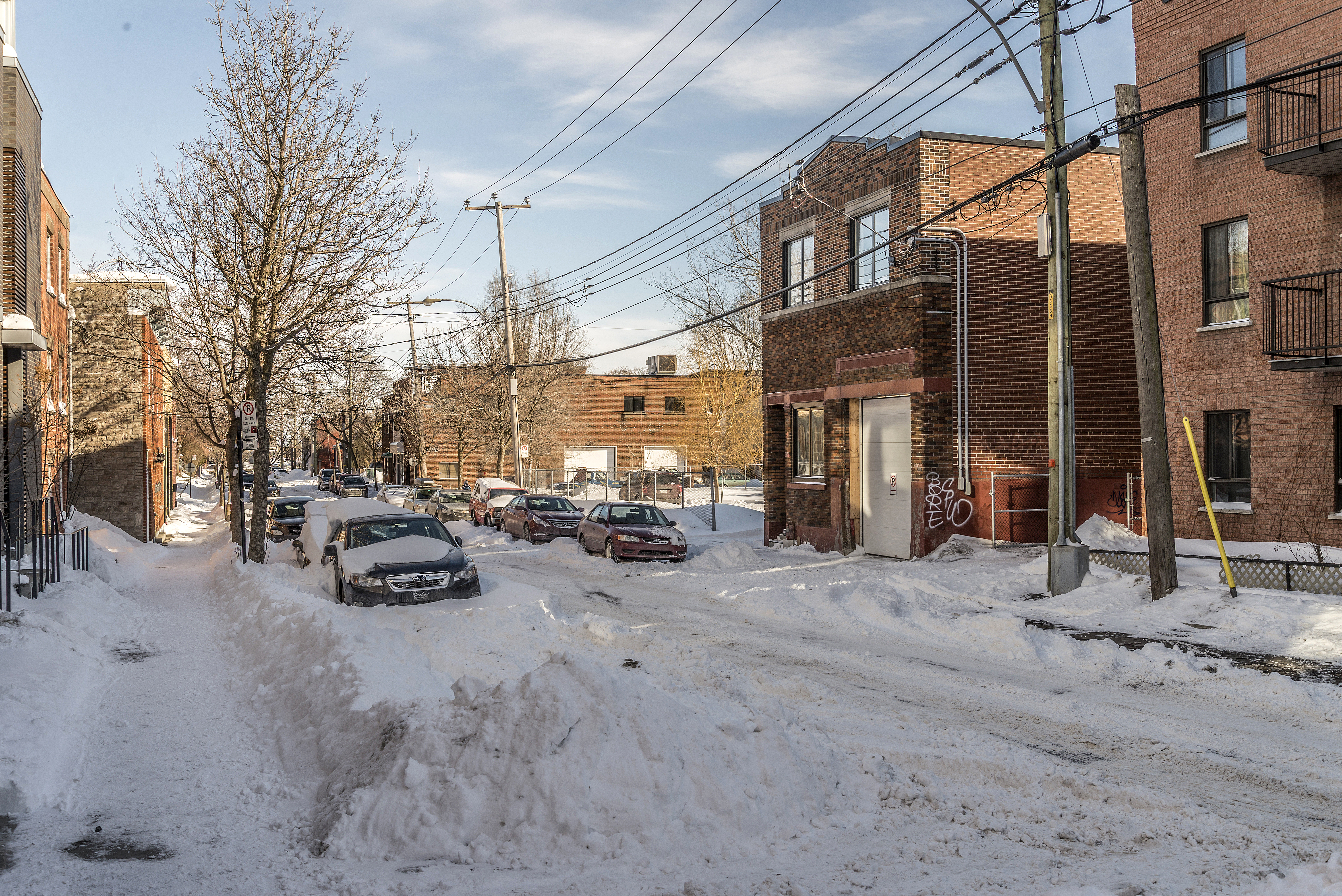
Vue hivernale d'une rue de Saint-Henri.

Bien que ceux-ci ne soient pas toujours dans l'usage populaire, la Ville de Montréal reconnaît certaines délimitations qui forment des quartiers sociologiques et des quartiers de référence en habitation, ces derniers sont issus des quartiers de planification constitués par l'ancienne Ville de Montréal durant les années 1980 et servent aux besoins analytiques en matière d'habitation.

#### Quartiers sociologiques
- Côte-Saint-Paul
- Goose Village
- Griffintown (en partie)
- Petite-Bourgogne
- Pointe-Saint-Charles
- Quartier de l'innovation (en partie)
- Saint-Gabriel

#### Quartiers de référence en habitation
- Q47 Pointe-Saint-Charles
- Q48 Côte-Saint-Paul
- Q49 Ville-Émard
- Q50 Saint-Henri
- Q51 Petite-Bourgogne

## Histoire
Avant que le canal de Lachine ne vienne modifier profondément la géographie de ce secteur de la ville en 1825, les villages du Sud-Ouest étaient de vocation rurale ou semi-rurale. Ce n’est qu’en 1850 que commença véritablement l'industrialisation du canal à la suite de deux élargissements successifs. Le secteur était aussi traversé par le premier chemin de fer de l'île de Montréal, lequel reliait la gare Bonaventure (maintenant disparue) à la petite ville de Lachine, passant par Saint-Henri et sa gare. Ce chemin de fer est immortalisé dans le nom du parc du Premier-Chemin-de-Fer à Saint-Henri.

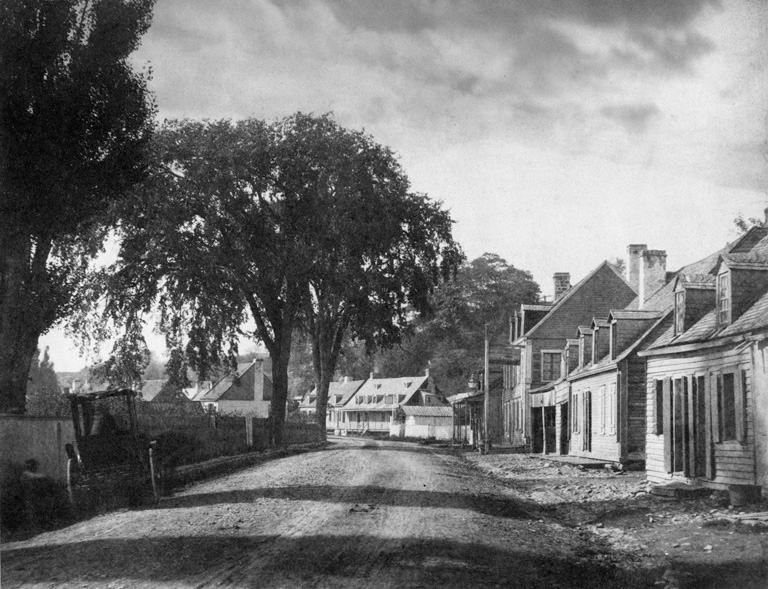
Le village de Saint-Henri-des-Tanneries, en 1859.

Saint-Henri est parmi les premiers villages à se constituer en périphérie de Montréal. Sous le vocable de Sud-Ouest, ce sont plusieurs anciennes villes qui s'y trouvaient, outre Saint-Henri, il y avait la petite ville de Sainte-Cunégonde (anciennement Village Delisle), Saint-Paul, Ville-Émard ainsi que Griffintown, Victoriatown et Pointe-Saint-Charles, faisant déjà partie de la grande ville. Ces villages virent leur population exploser avec l’arrivée des ouvriers qui construisirent le pont Victoria et par la suite la transformation de ce secteur en véritable centre industriel du Canada. S'ils n'en faisaient déjà pas partie, la plupart de ces villages fusionnent ou sont annexés à la ville de Montréal au tournant du XXe siècle : Saint-Henri (1905), Sainte-Cunégonde (1906) et Saint-Paul et Ville-Émard (1910).  
Le village de Saint-Henri était autrefois appelé le village des tanneries puisque bon nombre de ses habitants travaillaient dans le domaine du cuir.
Malheureusement, dû à la taille des navires sans cesse croissante et à l'impossibilité d'agrandir ses berges une troisième fois, le canal de Lachine s'est vu obligé de céder sa place en 1970 à la voie maritime du Saint-Laurent. La fermeture du canal a entraîné l'exode de nombreuses d'usines et causé la perte de nombreux emplois. La population a diminué de façon importante.
Toutefois, à partir des années 1970, des acteurs locaux se sont mobilisés et ont uni leurs efforts pour procéder à une relance économique et sociale en créant des associations et des groupes communautaires.

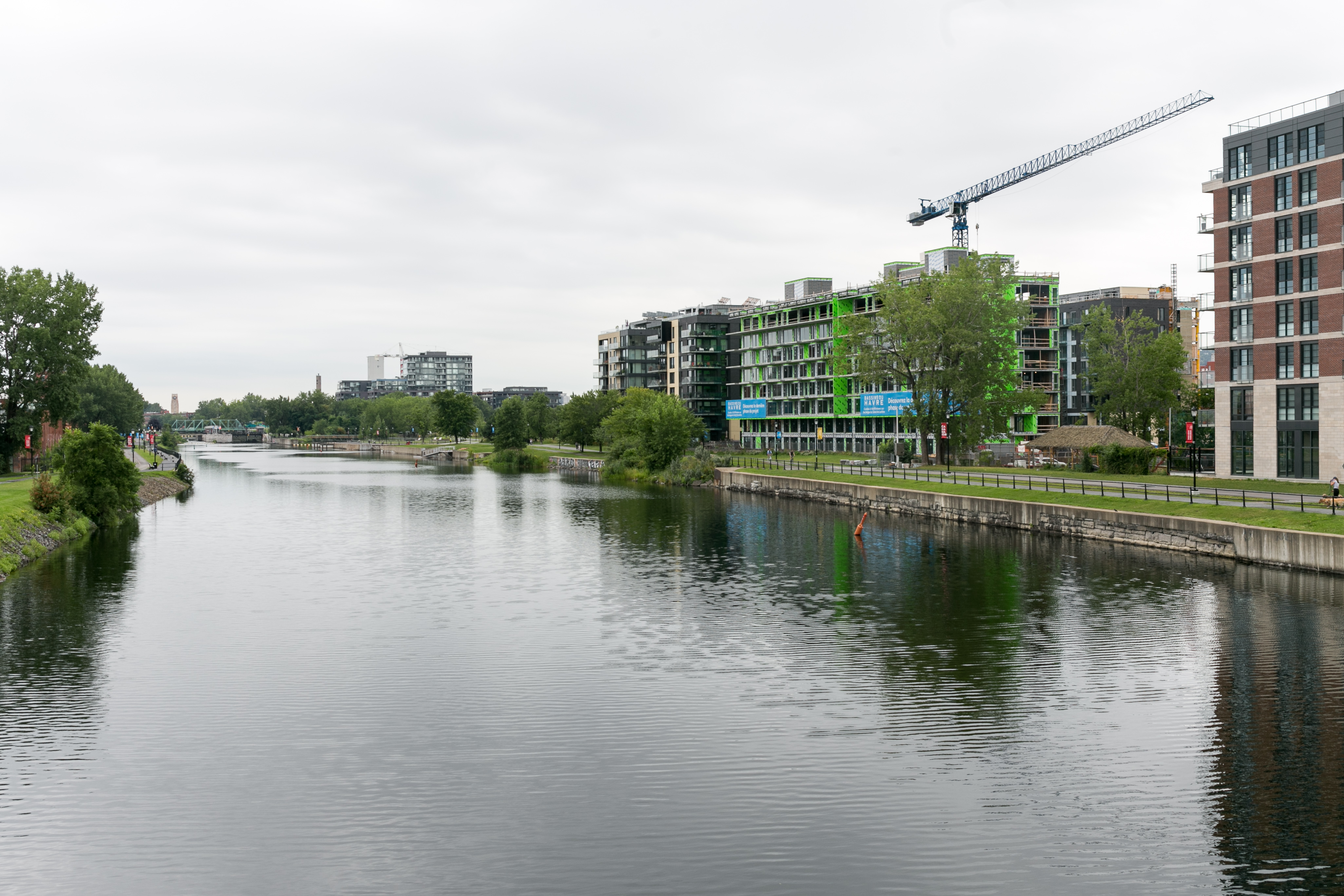
Le canal de Lachine en 2017, avec des immeubles à condominiums en cours de construction.

Aujourd'hui, le Sud-Ouest poursuit une croissance graduelle mettant ainsi fin à plus de trente ans de déclin. Le canal de Lachine a été rouvert en 2002 à la navigation de plaisance et ses berges ont été réaménagées.
L'arrondissement du Sud-Ouest, dans sa conception actuelle, est constitué le 1er janvier 2002, dans la foulée des fusions municipales et de la réorganisation de la ville de Montréal en arrondissements. Il devient alors l'un des 27 arrondissements de Montréal – nombre réduit à 19 en 2006, suite aux défusions. Formant tout le territoire au sud-ouest du centre-ville, de part et d'autre du canal de Lachine, et jusqu'aux frontières des anciennes villes de LaSalle, Verdun et Westmount, les six quartiers constituants de l'arrondissement possédaient un caractère propre et des caractéristiques socioéconomiques communes, ce qui rendît naturel leur regroupement et leur constitution en arrondissement.

## Démographie
L'arrondissement compte une population de 84 553 habitants en 2021, ce qui représente 4,8 % de la population de Montréal. Bien que présentant une population plutôt stagnante depuis les années 1980, l'arrondissement subit une hausse substantielle de sa population depuis le début des années 2000. 
| 1991   | 1996   | 2001   | 2006   | 2011   | 2016   | 2021   |
| ------ | ------ | ------ | ------ | ------ | ------ | ------ |
| 67 929 | 66 695 | 66 474 | 69 860 | 71 546 | 78 151 | 84 553 |

Étant d'une superficie de 15,7 km2, la densité de population de l'arrondissement augmente tranquillement au fur et à mesure de l'augmentation de sa population. Elle est de 5 386 personnes au km2 en 2021, de 4 984,1 personnes au km2 en 2016, de 4 562,9 personnes au km2 en 2011 et de 4 455,4 personnes au km2 en 2006.
En 2016, l'âge médian de la population de l'arrondissement est de 36,0 ans, comparativement à 38,5 ans pour l'ensemble de la ville de Montréal, alors que l'âge moyen est de 38,9 ans pour l'arrondissement, comparativement à 40,3 ans pour la ville de Montréal,.

## Politique

### Représentation municipale

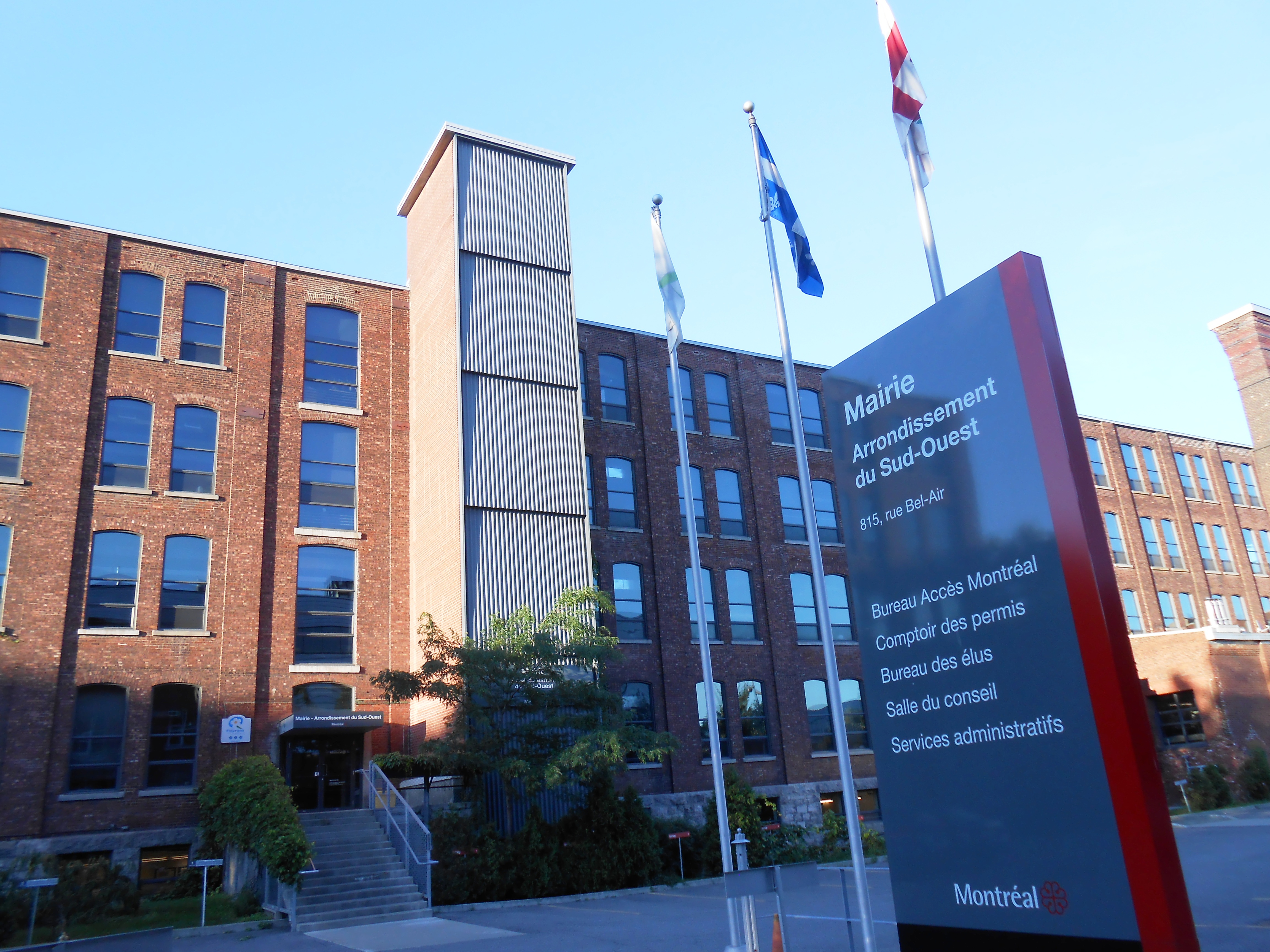
La mairie de l'arrondissement, dans le quartier Saint-Henri, aménagée dans une usine convertie, ceci en accord avec l'héritage industriel de l'arrondissement.

L'arrondissement est dirigé par un conseil d'arrondissement formé d'un maire d'arrondissement, de deux conseillers de ville et de deux conseillers d'arrondissement. Le Sud-Ouest est subdivisé en deux districts électoraux, Saint-Paul–Émard–Saint-Henri-Ouest et Saint-Henri-Est–La Petite-Bourgogne–Pointe-Saint-Charles–Griffintown, qui sont représentés chacun par un conseiller de ville et un conseiller d'arrondissement. Avant les élections municipales de 2017 et suite à un redécoupage des districts, ceux-ci sont nommés Saint-Paul–Émard et Saint-Henri–La Petite-Bourgogne–Pointe-Saint-Charles.
Le maire d'arrondissement est Benoit Dorais depuis 2009. Avant cette date, Jacqueline Montpetit occupe le poste, et ce, depuis la constitution de l'arrondissement le 1er janvier 2002. Avant 2004, la fonction est nommée « président d'arrondissement » et est occupée par l'un des conseillers de l'arrondissement désigné par ses pairs. 
| Mandat      | Fonction                                                         | Nom                | Parti politique                            |
| ----------- | ---------------------------------------------------------------- | ------------------ | ------------------------------------------ |
| 2021 - 2025 | Maire                                                            | Benoit Dorais      | Projet Montréal                            |
| 2021 - 2025 | Conseillers de ville                                             |                    |                                            |
| 2021 - 2025 | Saint-Henri–La Petite-Bourgogne–Pointe-Saint-Charles–Griffintown | Craig Sauvé        | Projet Montréal (2021) Indépendant (2021-) |
| 2021 - 2025 | Saint-Paul–Émard–Saint-Henri-Ouest                               | Alain Vaillancourt | Projet Montréal                            |
| 2021 - 2025 | Conseillers d'arrondissement                                     |                    |                                            |
| 2021 - 2025 | Saint-Henri–La Petite-Bourgogne–Pointe-Saint-Charles–Griffintown | Tan Shan Li        | Projet Montréal                            |
| 2021 - 2025 | Saint-Paul–Émard–Saint-Henri-Ouest                               | Anne-Marie Sigouin | Projet Montréal                            |

| Mandat      | Fonction                                             | Nom                  | Parti politique                                                               |
| ----------- | ---------------------------------------------------- | -------------------- | ----------------------------------------------------------------------------- |
| 2017 - 2021 | Maire                                                | Benoit Dorais        | Projet Montréal                                                               |
| 2017 - 2021 | Conseillers de ville                                 |                      |                                                                               |
| 2017 - 2021 | Saint-Henri–La Petite-Bourgogne–Pointe-Saint-Charles | Craig Sauvé          | Projet Montréal                                                               |
| 2017 - 2021 | Saint-Paul–Émard                                     | Anne-Marie Sigouin   | Projet Montréal                                                               |
| 2017 - 2021 | Conseillers d'arrondissement                         |                      |                                                                               |
| 2017 - 2021 | Saint-Henri–La Petite-Bourgogne–Pointe-Saint-Charles | Sophie Thiébaut      | Projet Montréal                                                               |
| 2017 - 2021 | Saint-Paul–Émard                                     | Alain Vaillancourt   | Projet Montréal                                                               |
| 2013 - 2017 | Maire                                                | Benoit Dorais        | Coalition Montréal (2013-2016) Indépendant (2016-2017) Projet Montréal (2017) |
| 2013 - 2017 | Conseillers de ville                                 |                      |                                                                               |
| 2013 - 2017 | Saint-Henri–La Petite-Bourgogne–Pointe-Saint-Charles | Craig Sauvé          | Projet Montréal                                                               |
| 2013 - 2017 | Saint-Paul–Émard                                     | Anne-Marie Sigouin   | Projet Montréal                                                               |
| 2013 - 2017 | Conseillers d'arrondissement                         |                      |                                                                               |
| 2013 - 2017 | Saint-Henri–La Petite-Bourgogne–Pointe-Saint-Charles | Sophie Thiébaut      | Projet Montréal                                                               |
| 2013 - 2017 | Saint-Paul–Émard                                     | Alain Vaillancourt   | Projet Montréal                                                               |
| 2009 - 2013 | Maire                                                | Benoit Dorais        | Vision Montréal                                                               |
| 2009 - 2013 | Conseillers de ville                                 |                      |                                                                               |
| 2009 - 2013 | Saint-Henri–La Petite-Bourgogne–Pointe-Saint-Charles | Véronique Fournier   | Vision Montréal                                                               |
| 2009 - 2013 | Saint-Paul–Émard                                     | Daniel Bélanger      | Union Montréal                                                                |
| 2009 - 2013 | Conseillers d'arrondissement                         |                      |                                                                               |
| 2009 - 2013 | Saint-Henri–La Petite-Bourgogne–Pointe-Saint-Charles | Sophie Thiébaut      | Projet Montréal                                                               |
| 2009 - 2013 | Saint-Paul–Émard                                     | Huguette Roy         | Vision Montréal                                                               |
| 2005 - 2009 | Maire                                                | Jacqueline Montpetit | Union Montréal                                                                |
| 2005 - 2009 | Conseillers de ville                                 |                      |                                                                               |
| 2005 - 2009 | Saint-Henri–La Petite-Bourgogne–Pointe-Saint-Charles | Line Hamel           | Vision Montréal                                                               |
| 2005 - 2009 | Saint-Paul–Émard                                     | Jean-Yves Cartier    | Vision Montréal                                                               |
| 2005 - 2009 | Conseillers d'arrondissement                         |                      |                                                                               |
| 2005 - 2009 | Saint-Henri–La Petite-Bourgogne–Pointe-Saint-Charles | Pierre E. Fréchette  | Union Montréal                                                                |
| 2005 - 2009 | Saint-Paul–Émard                                     | Ronald Bossy         | Vision Montréal                                                               |

### Représentations fédérale et provinciale
Au provincial, l'arrondissement constitue la circonscription de Saint-Henri–Sainte-Anne, une circonscription habituellement acquise au Parti libéral du Québec. Au fédéral, l'arrondissement chevauche les circonscriptions de LaSalle—Émard—Verdun (quartiers Ville-Émard et Côte-Saint-Paul) et Ville-Marie—Le Sud-Ouest—Île-des-Sœurs (reste).

## Infrastructures et équipements publics

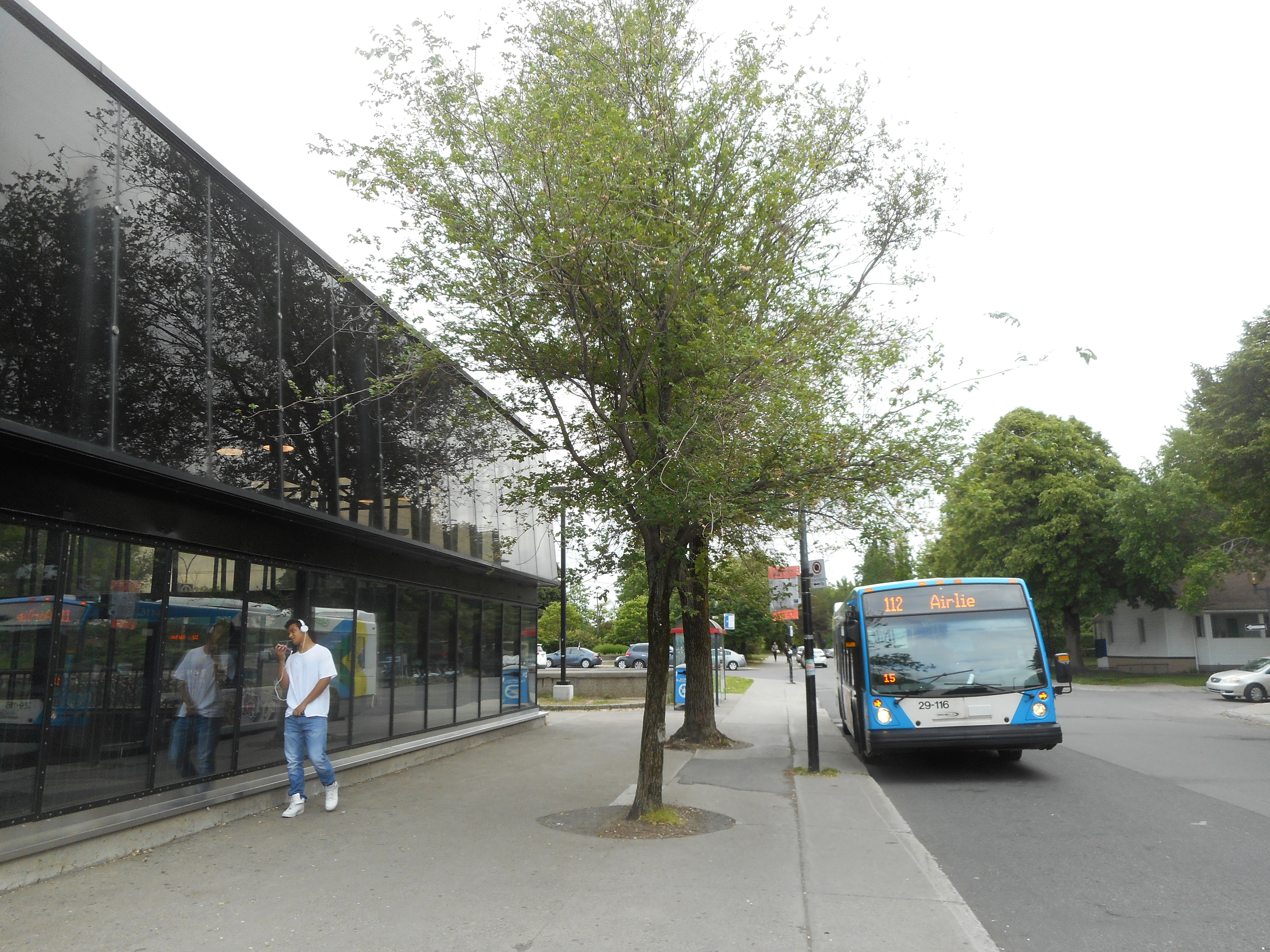
La station de métro Jolicœur.

L'arrondissement est desservi par les lignes verte et orange du métro de Montréal, dont les stations Place-Saint-Henri et Lionel-Groulx (quartier Saint-Henri), Georges-Vanier (quartier Petite-Bourgogne), Charlevoix (quartier Pointe-Saint-Charles), Jolicoeur (quartier Côte-Saint-Paul), Monk et Angrignon (quartier Ville-Émard).

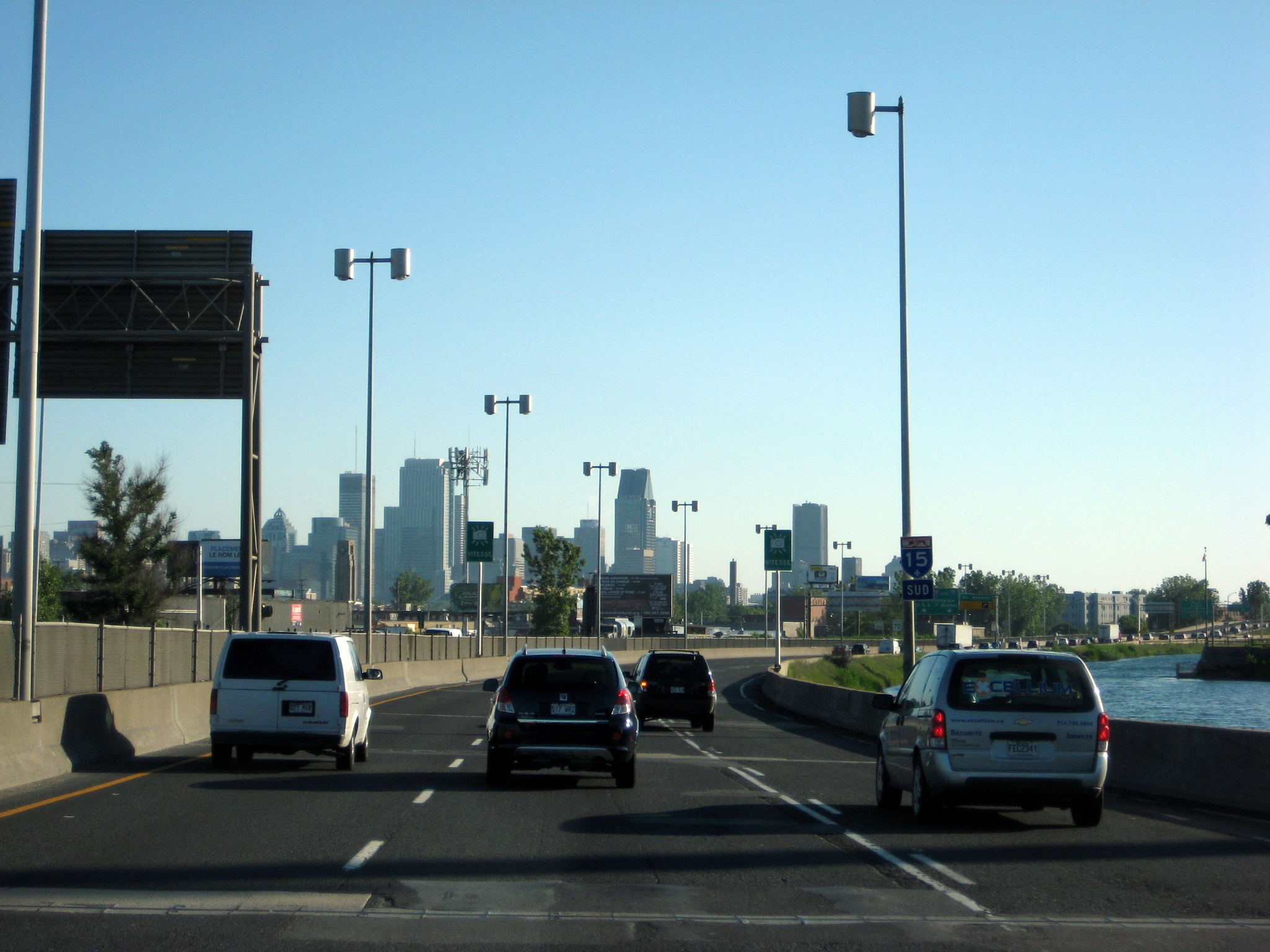
L'autoroute 15 sud et 20 ouest, riveraine du canal de Lachine.

L'arrondissement est sillonné et traversé par plusieurs autoroutes : la 15 (autoroute Décarie), la 20 (autoroute du Souvenir), la 720 (autoroute Ville-Marie) et la 10 (autoroute Bonaventure). L'échangeur routier le plus achalandé du Québec, l'échangeur Turcot, se situe au nord-ouest de l'arrondissement et l'enjeu de sa réfection suscite de vives polémiques au niveau de la politique locale. Plusieurs ponts d'envergure aboutissent également dans l'arrondissement : le pont Victoria (R-112) aboutit dans le quartier Griffintown, le pont de l'Île-des-Sœurs (A-15, A-20) aboutit à la limite de Verdun et de Pointe-Saint-Charles et le pont Clément (A-10) aboutit dans Pointe-Saint-Charles.
Parmi les artères principales, on compte les rues Notre-Dame, Saint-Jacques, Saint-Antoine, Laurendeau, Saint-Patrick, de l'Église, Centre, Charlevoix, Wellington et Guy, l'avenue Atwater, et les boulevards De La Vérendrye, Georges-Vanier et Monk.
Le canal de Lachine traverse l'arrondissement et constitue le lieu historique national du Canada du Canal-de-Lachine. Plusieurs équipements récréotouristiques longent le canal. Le plus grand espace vert de l'arrondissement est le parc Angrignon. On y retrouve la Maison de la culture Marie-Uguay et le complexe récréatif Gadbois.
La mairie de l'arrondissement est aménagée dans une ancienne usine du quartier Saint-Henri, sur la rue Bel-Air. Parmi les autres lieux importants de l'arrondissement, on compte le marché Atwater, l'ancien Centre communautaire des Noirs et le site historique de la Maison Saint-Gabriel.